# Artabotrys longistigmatus
Artabotrys longistigmatus este o specie de plante angiosperme din genul Artabotrys, familia Annonaceae, descrisă de Nurainas. Conform Catalogue of Life specia Artabotrys longistigmatus nu are subspecii cunoscute.